# Крозерс, Уилл
Уильям Крозерс (англ. William Crothers; род. 14 июня 1987, Кингстон, Онтарио) — канадский гребец, выступающий за сборную Канады по академической гребле с 2004 года. Серебряный призёр летних Олимпийских игр в Лондоне, двукратный чемпион Панамериканских игр в Торонто, серебряный и бронзовый призёр чемпионатов мира, победитель и призёр многих регат национального значения.

## Биография
Уилл Крозерс родился 14 июня 1987 года в городе Кингстон провинции Онтарио в семье Роберта Клозерса и Кейтлин Симпсон.
Заниматься академической греблей начал во время учёбы в девятом классе школы Kingston Collegiate and Vocational Institute в возрасте 14 лет, пошёл по стопам своего старшего брата-спортсмена Дэниела. Вскоре вместе с напарником Робом Гибсоном стал чемпионом Канады среди учеников старших школ в тяжёлых двойках. Проходил подготовку в местном одноимённом гребном клубе «Кингстон», позже состоял в гребном клубе «Виктория» в Британской Колумбии. Был членом гребной команды «Вашингтон Хаскис» в Вашингтонском университете в Сиэтле, неоднократно принимал участие в различных студенческих регатах, в частности становился чемпионом конференции PAC-10 и победителем чемпионата Межуниверситетской гребной ассоциации (IRA). В университете получил учёную степень по географии.
Впервые заявил о себе в гребле на международном уровне в сезоне 2004 года, когда вошёл в состав канадской национальной сборной и побывал на юниорском чемпионате мира в Баньолесе, откуда привёз награду бронзового достоинства, выигранную в зачёте распашных рулевых четвёрок. Год спустя на аналогичных соревнованиях в Бранденбурге стал четвёртым в безрульных двойках. По итогам сезона был признан лучшим спортсменом провинции Онтарио.
В 2006 году в восьмёрках одержал победу на молодёжном мировом первенстве в Хазевинкеле, тогда как на взрослом чемпионате мира в Итоне стал серебряным призёром в рулевых четвёрках, уступив в финале только экипажу из Германии.
На молодёжной регате в Бранденбурге в 2008 году выиграл серебряную медаль в восьмёрках.
На чемпионате мира 2010 года в Карапиро занял среди восьмёрок итоговое седьмое место.
В 2011 году в восьмёрках взял бронзу на мировом первенстве в Бледе.
Благодаря череде удачных выступлений удостоился права защищать честь страны на Олимпийских играх 2012 года в Лондоне. В программе восьмёрок финишировал в решающем заезде вторым позади экипажа из Германии и тем самым завоевал серебряную олимпийскую медаль.
После лондонской Олимпиады Крозерс остался в составе гребной команды Канады и продолжил принимать участие в крупнейших международных регатах. Так, в безрульных четвёрках он выступал на чемпионатах мира 2013 года в Чхунджу и 2014 года в Амстердаме, тем не менее, попасть в число призёров не смог.
В 2015 году в четвёрках без рулевого стал бронзовым призёром этапа Кубка мира в Варезе и финишировал четвёртым на мировом первенстве в Эгбелете. Отметился успешным выступлением на домашних Панамериканских играх в Торонто, где выиграл золотые медали в безрульных четвёрках и рулевых восьмёрках.
Находясь в числе лидеров канадской национальной сборной, благополучно прошёл отбор на Олимпийские игры 2016 года в Рио-де-Жанейро. На сей раз попасть в число призёров не смог, в программе четвёрок занял итоговое шестое место.
В 2019 году в восьмёрках получил бронзу на этапе Кубка мира в Познани.